# 鳴き砂
鳴き砂（なきすな、英語: Singing sand）または鳴り砂（なりすな）とは、砂の上を歩くとキュッと鳴る砂をいう。地域によっては「なりすな」とも呼ばれ、鳴り砂、泣き砂と表記している。島根県の琴ヶ浜のある馬路では「鳴り砂」と表記し看板などに使用されているが、一時期「鳴き砂」とも表記した。鳴砂は、2007年に「全国鳴き砂（鳴り砂）ネットワーク」が決定した統一表記法である（後述）。
世界的には、砂漠の砂が風で鳴る「鳴沙山」の現象も含める広い意味で使われる言葉である。鳴き砂は、ほんのわずかな環境の変化で鳴かなくなることから、「環境のバロメーター」と称される。

## 概要

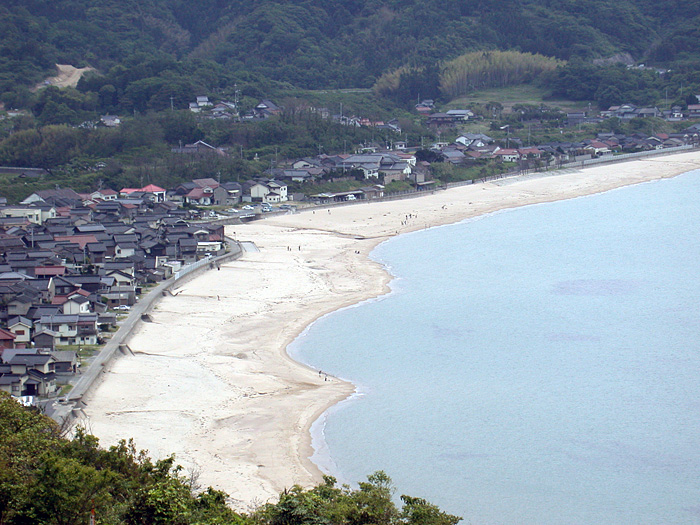
島根県大田市（旧邇摩郡）仁摩町馬路町 琴ヶ浜（近影）

鳴き砂、鳴り砂は、一般的には石英粒を多く含む砂が急激な砂層の動きにより表面摩擦を起こし音を出す現象である。日本国内には、十八鳴浜（くぐなりはま、宮城県）、琴ヶ浜海岸（石川県）、琴引浜（京都府）、琴ヶ浜（島根県）をはじめとして多数の鳴き砂、鳴り砂の海岸が存在する。伝説、民話の題材となったものがある。日本国外では、海岸はもとより内陸部にある沙漠や砂丘の砂でも鳴るものがある。砂漠の鳴砂の場合、堆積した砂の山が強風によって崩壊したり人為的に砂山を崩壊させたりする（砂の雪崩現象が発生する）と砂が擦れて音を出す。英語では、鳴き砂、鳴り砂のことを"singing sand"、"whistling sand "または"musical sand"などと言う。

## 砂が鳴る仕組み
砂が発する音についての議論は、19世紀末からNatureに多くの投稿が見られる。寺田寅彦は「砂の話」の中でダイラタンシー現象とJ.J.Thomsonの説を紹介している。諸説ある中で最もよく知られているのはBagnoldのすべり面説である。砂の中にすべり面（砂の塊が動きやすくなる面）が生じて、stick-slip現象に伴いすべり面上の粉体層が弾性的に懸垂されているかのように鉛直方向に振動すると考える。その後、日高らによって、強力なX線によるすべり面の連続撮影が行われ、stick-slip現象が詳しく調べられた。また、西山らは、音の振動数が発音条件に大きく依存することを実験で示し、spling modelを提案した。近年は理論研究が進み、流体力学によると、すべり面は一つの平面ではなく、幅約5mm程の無秩序で激しく運動する砂粒子層からなり、この境界層の振動によるとするslip channel説が提案された。さらに、砂漠のBooming音についての大掛かりな実験が行われ、地下2m付近に音速の不連続面が存在していて、砂が滑り落ちるときに上部の砂層が共鳴して大きな音になるとするwaveguide modelも提案されている。今も、フランスやアメリカ、さらにカナダの大学で精力的に研究が進行している。
「かえるすな（Flog Sand)」と呼ばれる科学玩具がある。鳴き砂を適量の水と空気と一緒にアクリル容器に入れて密封したもので、手で持ってゆっくりと左右に振ると、ゲロゲロとカエルが鳴くような音が次第に大きくなる。容器が小さいときは高い音が、容器が大きくなると低い音がでる。管楽器のように、空気柱の共振（共鳴）と、砂層を伝わる音波の共振による定在波が生じて、容器壁を振動させていると思われる。
鳴き砂、鳴り砂の成分は石英粒が主体で、砂全体に対してほぼ62パーセント以上含んでいるものが多い。イタンキ浜の石英含有率は67.7パーセント。九九鳴浜の石英含有率は96.1パーセント。十八鳴浜の石英含有率は85.8パーセント。琴引浜の石英含有率は77.5パーセント。琴ヶ浜の石英含有率は76.3パーセント。鳴るためにはゴミ（浮遊性の植物起源のゴミは含まない）が少ない必要があり、また、自然界の鳴き砂は粒度範囲が限られ（地質学で砂と定義されている粒度範囲）1mm以上の砂、200μm以下の砂の鳴り砂、鳴き砂はないようである。海浜の工事（波消しブロックを設置したり、岬の工事等）などのために海流が変化し砂の成分構成（鉱物成分や粒度分布など）が変わってしまうと鳴らなくなる。また、鳴り砂、鳴き砂の浜の背後やその近辺には石英を多く含む花崗岩が分布する場合が多く、感度の良い鳴き砂の浜は砂の堆積層が海に接したところに多い（島根県琴ヶ浜など）
鳴り砂、鳴き砂は、川から流れた細かい砂や海岸線の崖などの砂が水中に攪拌され、それが一定の波の穏やかな場所に漂着、均一化し堆積して長年のうちに表面研摩される。鳴り砂、鳴き砂になるための海浜に最も重要な条件は砂の出入りがないことである。馬路町の琴ヶ浜はその代表な砂の堆積である。今もなお川からの流れ込む砂の海浜では、常に新しい砂が混じってしまうため鳴り砂、鳴き砂になることはほとんどない。その地域の海が汚れることで砂が鳴らなくなってしまうこともあるため、海洋汚染や自然破壊と関連づけて取り上げられることが多い。汚染によって鳴らなくなった砂を再度鳴かせるNHKのドキュメンタリー番組の企画では、長時間にわたる洗浄によって砂の汚れを完全に落とす必要があったという。鳴り砂、鳴き砂が鳴らなくなる原因としては、粒度や構成成分が変わってしまう場合がある。この場合には、長時間洗浄しても回復の望みはない。

## 鳴砂の分布
日本に存在する鳴り砂、鳴き砂を持つ海岸は約200ヶ所を超え、そのうち現在でも音を発する地域は、程度の差はあるものの150ヶ所以上存在する。その数は次第に増えてきているが、これは各地で地元の鳴り砂、鳴き砂研究家が増え、発見につながっていると考えられる。一般に知られる鳴り砂の海岸は日本でも数十にとどまり、代表的な地域に京都府京丹後市網野町の琴引浜、宮城県気仙沼市の十八鳴浜、島根県仁摩町の琴ヶ浜がある。2006年6月の「全国鳴き砂（鳴り砂）サミット」（開催地・山形県飯豊町）では、地元の鳴り砂、鳴き砂研究家、および仙台市の愛好家と高校の科学部の生徒により、ほぼ同時期に阿武隈川河口の宮城県亘理町の汽水湖「鳥の海」付近に3kmにわたる国内最大級の鳴り砂、鳴き砂が発見されたという事例が発表されている。日本国外では、カナダ・プリンスエドワードアイランド州のBasin Head Beachが鳴き砂の浜として有名である。同州内には、他にも2ヶ所の鳴き砂の浜があることが、カナダのウェブサイトから明らかになっている。また、アメリカ合衆国をはじめ、世界各国の35の砂漠に鳴き砂があることが知られている。

## 「なき砂」か「なり砂」か
2007年9月27日に八戸市で開催された「2007年全国鳴砂サミットINはちのへ」では、全国鳴き砂（鳴り砂）ネットワーク（代表幹事団体・京都府京丹後市）が総会において表記を「鳴砂」に統一することを決定（提案）した。ただし、読みは「なきすな」、「なりすな」の二種類を、地域での呼び方に応じて使うとしている。

## 鳴り砂、鳴き砂の場所

### 日本
- 小清水海岸（北海道斜里郡小清水町）
- イタンキ浜（北海道室蘭市）
- 静狩浜 (北海道長万部町）[15]
- 猿ヶ森砂丘（青森県下北郡東通村）[15]

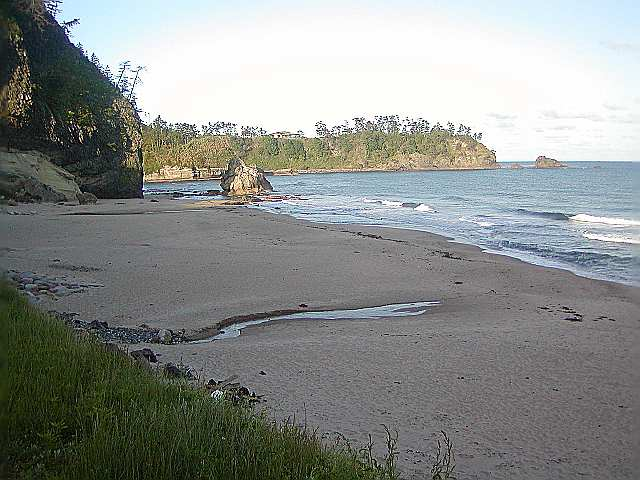
石川県輪島市 琴ヶ浜海岸

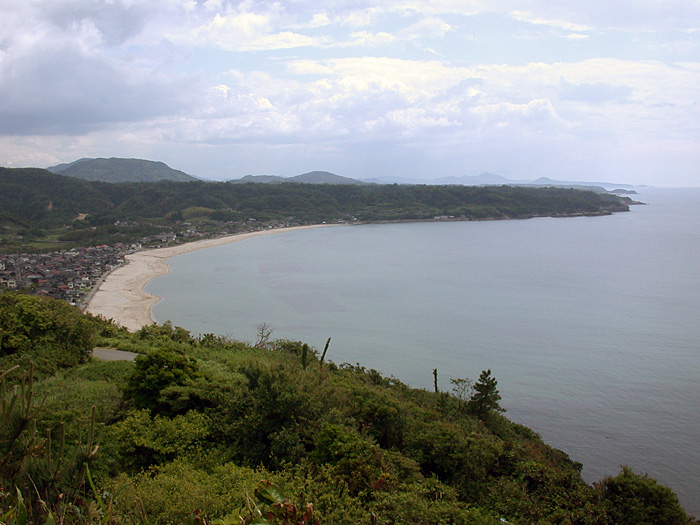
島根県大田市仁摩町馬路 琴ヶ浜（全景）

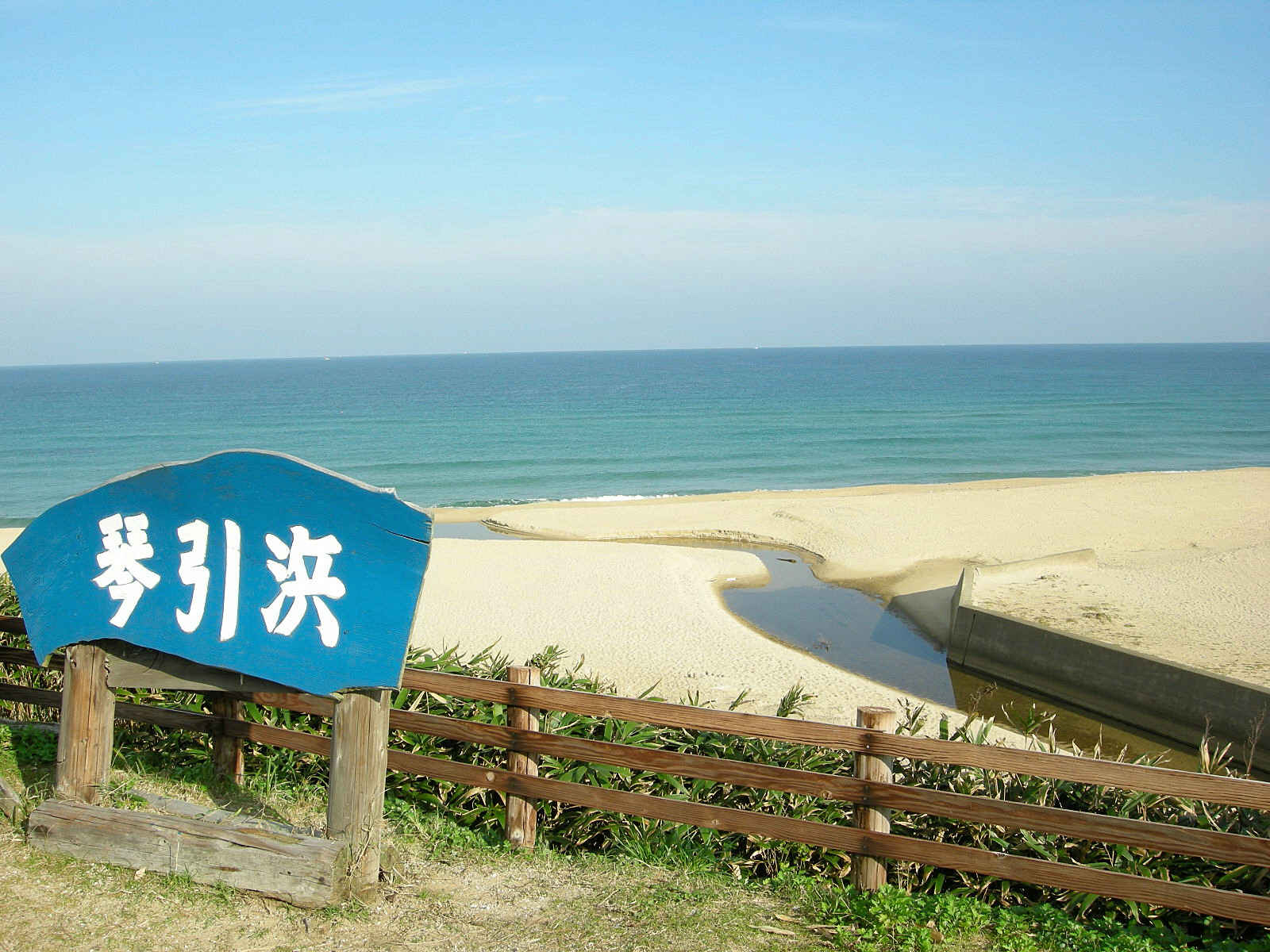
京都府京丹後市 琴引浜

- 種差海岸大須賀浜（種差海岸）（青森県八戸市）[15]
- 浪板海岸（岩手県上閉伊郡大槌町）
- 小久保海岸（岩手県上閉伊郡大槌町）
- 九九鳴き浜（宮城県気仙沼市）[15]
- 十八鳴浜（宮城県気仙沼市）[15]
- 十八成浜（宮城県石巻市）
- 白浜（宮城県石巻市）[15]
- 夏浜（宮城県牡鹿郡女川町）[15]
- 小屋取浜（宮城県牡鹿郡女川町）[15]
- 竹浜（宮城県東松島市）[15]
- 鳥の海（宮城県亘理郡亘理町）
- わたり吉田浜海岸（宮城県亘理郡亘理町）[15] 平成23年3月11日の東日本大震災で高さ7.7ｍの大津波の襲来を受けた。地盤沈下し、全長4.5㎞にわたる砂浜が分断及び幅が減少した。更に泥水・漂流物により砂が汚染され、鳴りが悪くなった。現在では海水洗浄・ボランティアの海岸清掃により回復途上にある[16]。
- 田沢湖の白浜（秋田県仙北市）[15]
- 飯豊山系の鳴砂の地層（山形県西置賜郡飯豊町）[15]
- 豊間海岸（福島県いわき市）
- 飯豊山系硅石（福島県喜多方市）[15]
- 長浜（茨城県北茨城市）[15]
- 角海浜（新潟県新潟市） - 現在は鳴らない[15]
- 千代浜（石川県輪島市門前町）
- 琴ヶ浜（石川県輪島市門前町）
- 琴引浜（京都府京丹後市） - 日本の音風景100選
- 砂方浜 (京都府京丹後市)[15]
- 青谷浜（鳥取県鳥取市）
- 井手ヶ浜（鳥取県鳥取市）
- 石脇海岸（鳥取県東伯郡湯梨浜町）
- 水無瀬浜（鳥取県鳥取市）[15]
- 波根海岸（島根県大田市）
- 琴ヶ浜（島根県大田市仁摩町馬路） - 日本の音風景100選[15]
- 犬ヶ浜（島根県大田市温泉津）
- 清ヶ浜（山口県阿武郡阿武町）[15]
- 小原浜（山口県萩市）[15]
- 室津海岸（山口県下関市）
- 姉子の浜（福岡県糸島市）
- 奈多海岸（福岡県福岡市）[15]
- 三苫海岸（福岡県福岡市）
- 恋の浦（福岡県福津市）
- 勝浦浜（福岡県福津市）
- 白石浜（福岡県福津市）
- ぎぎが浜（長崎県松浦市）
- トゥドゥマリの浜（月ヶ浜）（沖縄県八重山郡竹富町（西表島））[15]

### 日本国外

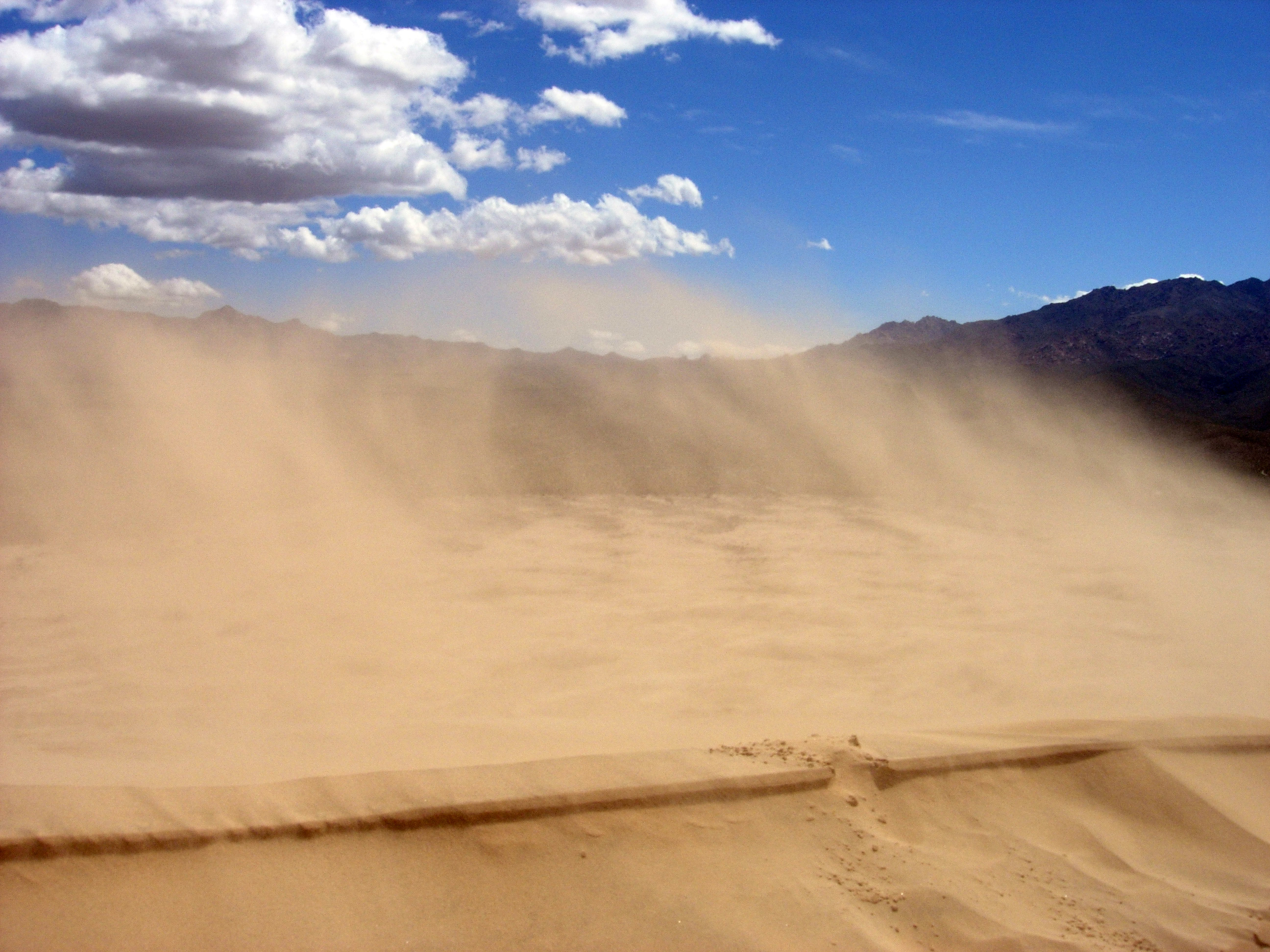
ケルソ砂丘

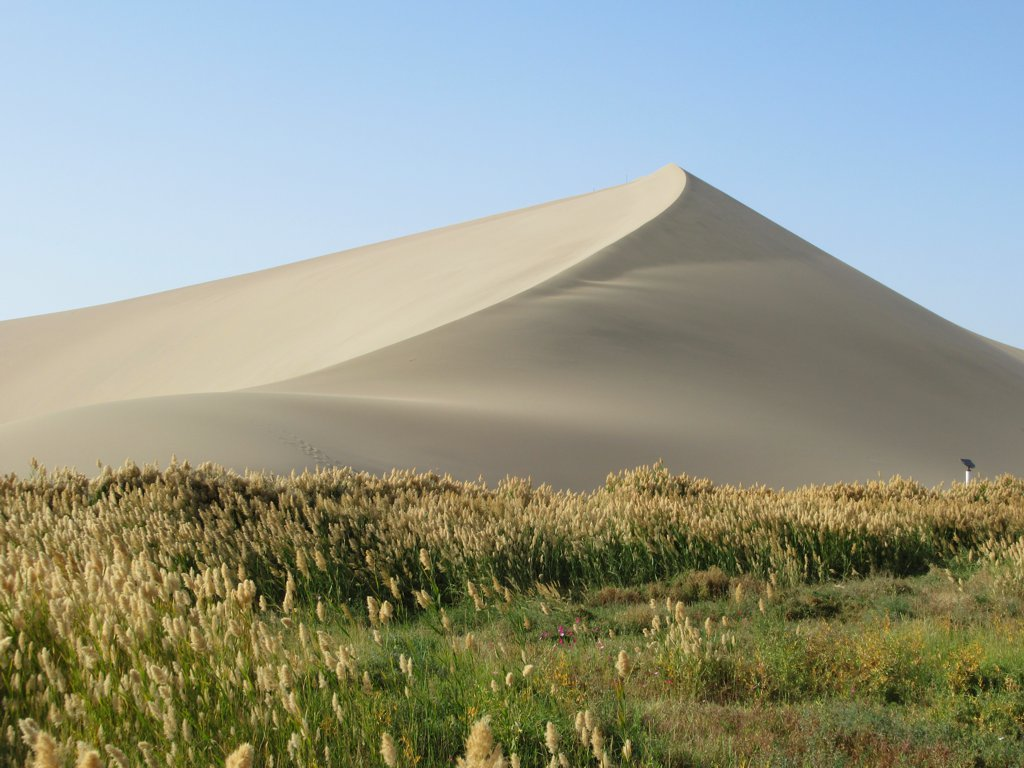
鳴沙山

#### 海岸
- ホワイトヘブンビーチ（オーストラリア・クイーンズランド州、グレートバリアリーフ内）
- Basin Head Beach（カナダ・プリンスエドワードアイランド州）
- シンギング・ビーチ（アメリカ合衆国・マサチューセッツ州マンチェスター・バイ・ザ・シー）
- ポルトセグロの海岸（ブラジル連邦共和国・バイーア州）

#### 砂漠
- ケルソ砂丘（アメリカ合衆国・カリフォルニア州モハーヴェ砂漠の一部）
- ユーリカ・バレー砂丘（アメリカ合衆国・カリフォルニア州モハーヴェ砂漠の一部）
- サンド・マウンテン（アメリカ合衆国・ネバダ州）
- ウォーレン砂丘（アメリカ合衆国・ミシガン州）
- Booming Dunes（ナミビア・ナミブ砂漠の一部）
- 鳴沙山（中国甘粛省敦煌市など）